# Karl von Brühl-Renard
Pour les articles homonymes, voir Brühl.
Karl Andreas Friedrich Wilhelm Moritz Vincenz comte von Brühl-Renard (né le 22 janvier 1853 à Dresde et mort le 31 décembre 1923 à Groß-Strehlitz, arrondissement de Groß Strehlitz (de), province de Basse-Silésie) est un philanthrope et homme politique allemand. En 1889, il est cofondateur de l'institution épileptique de Kleinwachau (de) et la même année, il est le fondateur du foyer pour filles Tobiasmühle Radeberg. De 1901 à 1918, il est député du parlement de l'État de Saxe (de). Il est le dernier comte de Seifersdorf près de Radeberg. À partir de 1909, il est fidéicommissaire à Groß Strehlitz en Haute-Silésie.
Il porte le titre de secrétaire de la légation impériale allemande, capitaine royal prussien (à la retraite), récipiendaire de l'Ordre de Saint-Jean.

## Biographie
Karl von Brühl-Renard n'a aucun enfant dans aucun des deux mariages. Tout au long de sa vie, il fait preuve d'un haut niveau d'engagement social aux côtés de sa première épouse Else et de sa seconde épouse Agnès. En 1886, le comte Brühl finance l'association locale des pauvres pour construire un tout nouveau hospice à Seifersdorf pour 4 700 marks.
À partir de 1887, Karl von Brühl-Renard dirige la première maison de repos pour enfants allemande, la Bethlehemstift dans la Berghaus des Bains d'Auguste (de), fondée en 1875 par Hugo Woldemar Hickmann (de) avec les médecins de Dresde et la Mission intérieure (de). En 1900, von Brühl achète la maison de campagne Rumpelt du fabricant Radeberg avec le parc associé et fait construire une maison pour enfants, qui est nommée "Maison-Comte-Brühl" en 1925 et est en activité jusqu'en 1945.
À Noël 1888, la famille comtale Brühl invite les habitants les plus pauvres et les enfants dans leur château pour une « fête d'avant Noël ».
De 1889 à 1923, il est président du conseil d'administration de l'Institut épileptique de Kleinwachau, fondé à l'initiative de la Mission intérieure de Saxe. Là, il est responsable de l'admission et de la sortie des patients, de l'embauche du personnel infirmier et de la supervision de l'ensemble de l'opération.
De 1901 à 1918, il est député de la première chambre de l'Assemblée des États du royaume de Saxe (de), le parlement de l'État saxon

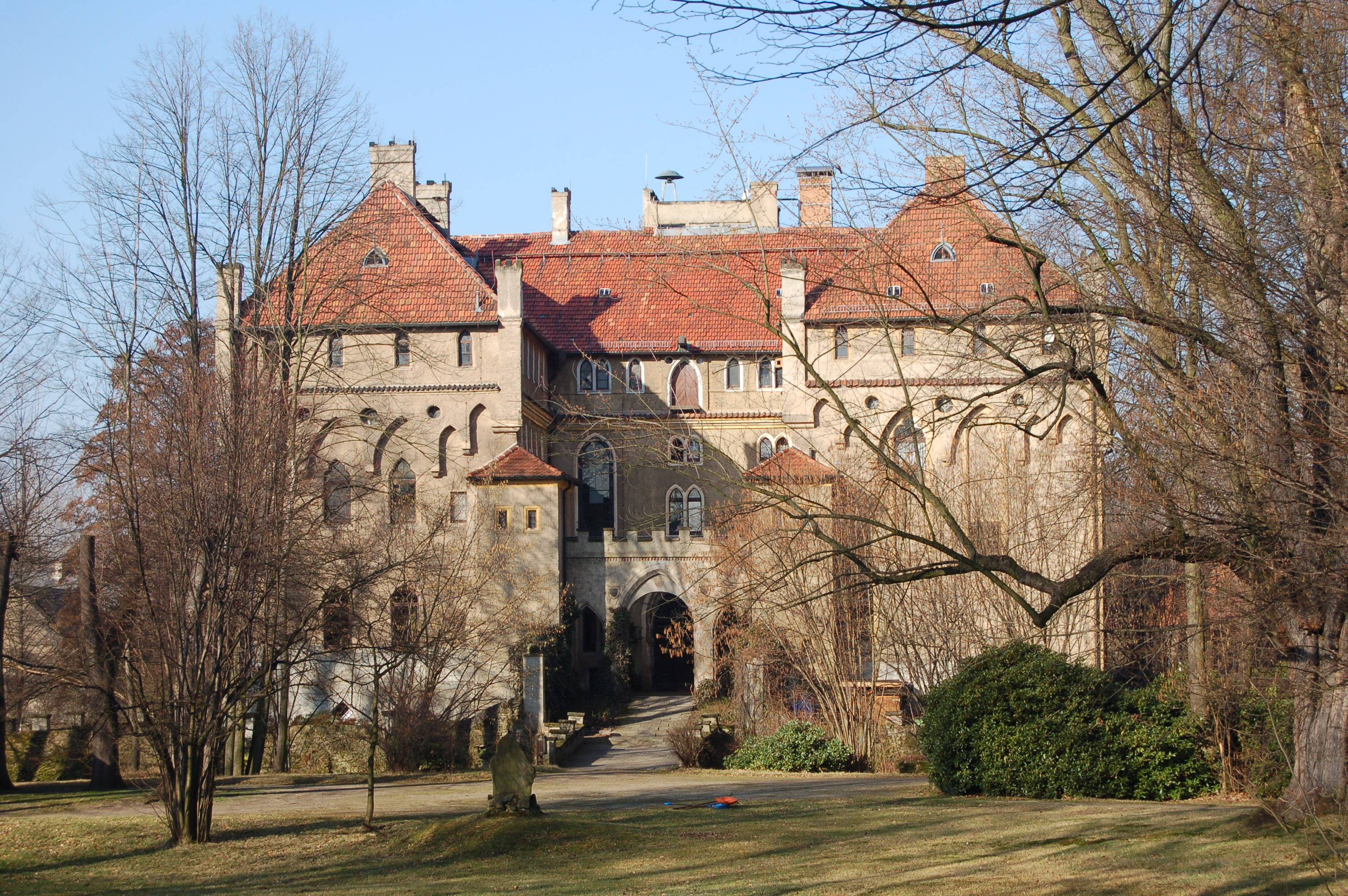
Château de Seifersdorf

Von Brühl-Renard hérite du château à douves de Seifersdorf, que son grand-père Carl von Brühl a reconstruit dans le style néo-gothique en 1818 avec l'aide du célèbre maître d'œuvre prussien Karl Friedrich Schinkel. À partir de 1880, il afit réaliser d'importantes rénovations au manoir et au château de Seifersdorf. L'ancienne brasserie du château située dans le parc du château est démolie à la fin des années 1870. Le parc du château est repensé et agrandi par Max Bertram (de) pour devenir le complexe actuel. Dans le château lui-même, la salle du théâtre est agrandie pour créer des appartements de domestiques. Des plafonds à caissons en bois et en stuc sont installés à l'étage supérieur.
En 1909, après la mort de son cousin Mortimer von Tschirschky-Renard, il reprend le fidéicommis de Groß Strehlitz. Durant cette période, il acquiert également la propriété de Kalinow (812 hectares). Elle fait désormais partie de la propriété de la seigneurie de Groß Strehlitz avec un total de 6 561 hectares.

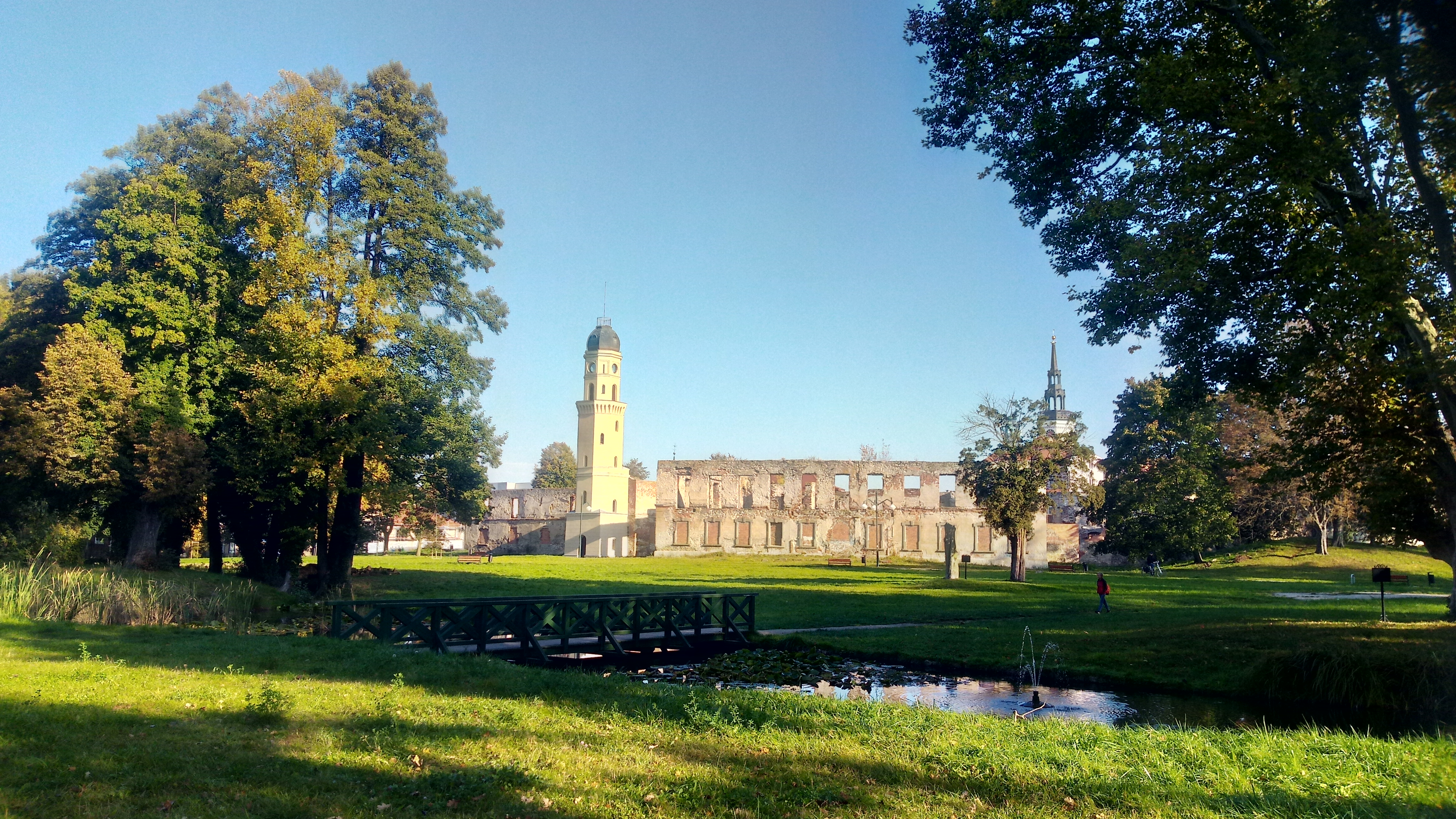
Château de Groß Strehlitz 2021

La direction du domaine du comte Renard (fidéicommis  de Groß Strehlitz) comprend le domaine de Dollna, le domaine de Nieder-Ellguth, le domaine de Groß-Vorwerk avec les domaines de Schewkowitz, Gollaschützen, Koczorowna et le domaine de Neudorf, le domaine d'Himmelwitz avec les domaines de Gonschiorowitz et de Wernerau, le domaine de Kobelwitz dans l'arrondissement de Cosel, le domaine d'Olschowa avec les fermes de Xionslas, Komorniken et Johannishof, le domaine de Poremba, le domaine de Rogau avec la ferme Krenzel, le domaine allodial de Rosniontau avec la ferme de Railshof, le domaine de Salesche avec la ferme Oberhof, Niederhof, Mittelhof et Wiesenhof, le domaine de Scharnosin avec l'Annahof Vorwerk, le domaine de Schironowitz, le domaine de Sucholohna avec Mokrolohna et Brezina avec le Gruschek Vorwerk
Il utilise le nom de Brühl-Renard lorsqu'il reprend le fidéicommis de Groß Strehlitz. Cela est décidé par le grand-père de Renard, Andreas Maria. Karl ne laisse aucun enfant derrière lui, il aurait donc aimé que son neveu Wolfgang de Castell-Castell hérite de la propriété.

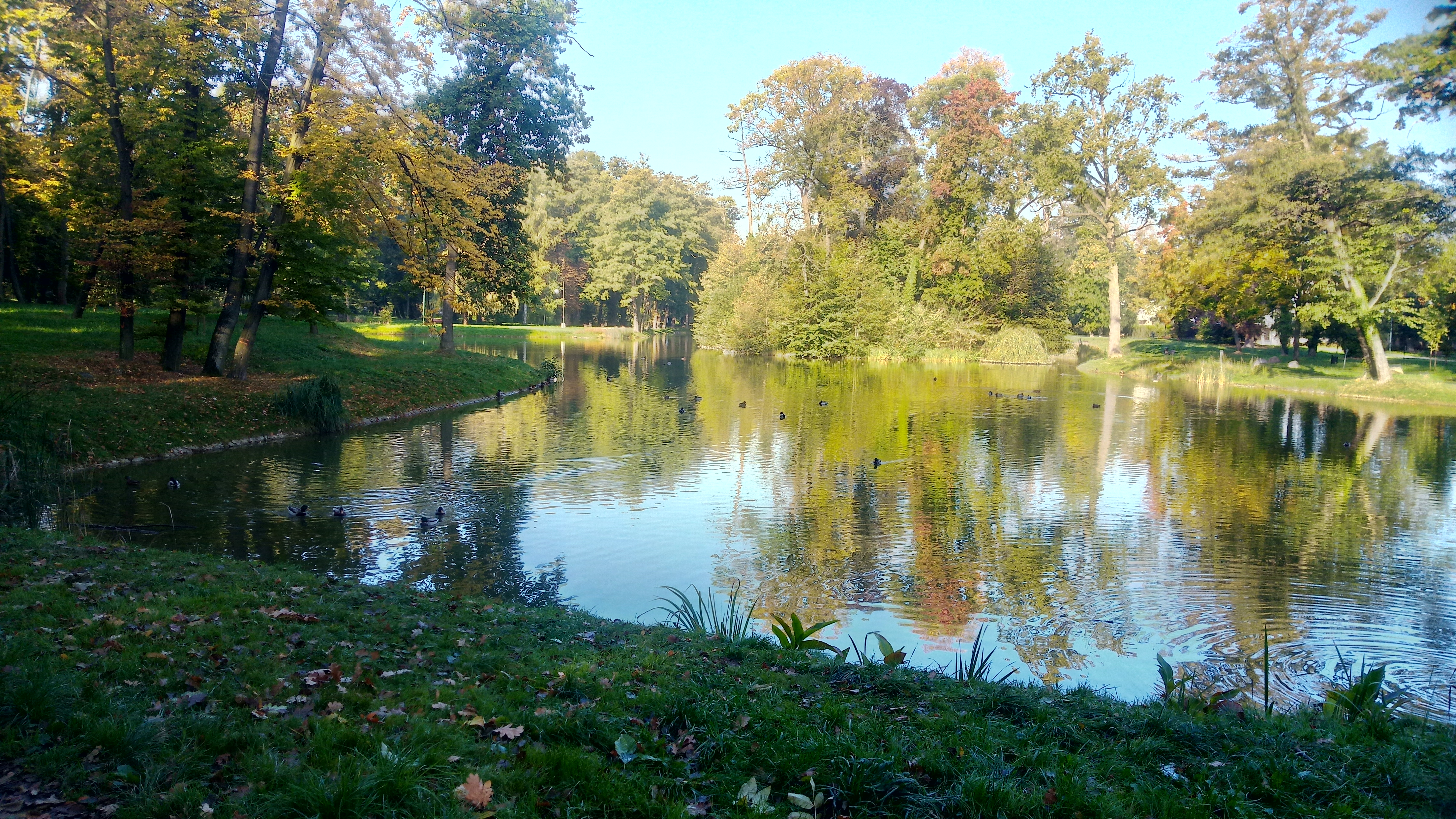
Parc du château de Groß Strehlitz – depuis 2021 Parc Renard

Cependant, les choses se sont passées différemment. Georg comte von Schlieffen, demi-frère de Karl von Brühl-Renard, hérite du domaine de Groß Strehlitz après sa mort en 1923. Georg comte von Schlieffen portait également le nom de Renard avec son héritage. En 1932, il cède Groß Strehlitz à Wolfgang comte de Castell-Castell, le fils de sa demi-sœur Elisabeth,.

## Famille
Le premier mariage de Von Brühl-Renard est avec Auguste Elisabeth Margarete, dite Else von Krosigk (de) (1848-1905, Seifersdorf), fille d'Hermann von Krosigk (de), et son second mariage est avec la comtesse Agnès von Brühl (mort en 1952). Il est le dernier comte de Seifersdorf près de Radeberg.
Il est le fils de Johann George Wilhelm Karl Gebhard von Brühl (né le 27 avril 1818 - 27 novembre 1858) et de Ludmilla Gabriele Maria von Renard (née le 28 août 1830 - 16 janvier 1894).
Son grand-père paternel est Carl von Brühl, directeur artistique du Théâtre royal de Berlin de 1815 à 1828. Son arrière-grand-mère était Christina von Brühl, née Schleyerweber. Elle est considérée comme la fondatrice de la vallée de Seifersdorf (de) près de Dresde,,. Son arrière-grand-père est Hanns Moritz von Brühl, dit Chaussee-Brühl. Il est le plus jeune fils de Heinrich comte von Brühl, premier ministre électoral saxon et royal polonais,,.
Son grand-père maternel est Andreas Maria von Renard, fidéicommissaire de Groß Strehlitz et son oncle est Johannes Maria von Renard.
Karl a deux sœurs aînées :
1. Elisabeth von Brühl épouse Gustav comte zu Castell Castell, chef du bureau de l'Obersthofmeister sous le roi Louis II de Bavière[24]. Avec lui, elle a trois enfants : Friedrich zu Castell-Castell (de), Wolfgang et Ludmilla. Friedrich meurt en 1919 et est enterré au cimetière de Seifersdorf (Wachau). Wolfgangs zu Castell Castell succède à Georg von Schlieffen-Renard, le demi-frère de sa mère, à la tête de Groß Strehlitz en 1932. Il meurt en 1940 et est enterré dans le parc du château de Groß Strehlitz. Son fils Prosper devient le dernier propriétaire du domaine de 1940 à 1945[25].
2. Maria von Brühl (épouse von Mangold) et un demi-frère.

Après la mort de son père Carl en 1858, à l'âge de 40 ans seulement, sa mère Ludmilla se remarie en 1860 avec Georg Karl comte von Schlieffen (de) (né le 8 janvier 1832 et mort le 13 octobre 1901) à Oberwitz. Le mariage donne naissance à un fils : Georg comte von Schlieffen.